# Don Robertson
Don Robertson ( Beijing, China, 5 de dezembro de 1922 - Califórnia, 16 de março de 2015) foi um compositor de música popular, além de ser arranjador, maestro e pianista. Seu nome de batismo é Donald Irwin Robertson. Suas composições se tornaram conhecidas principalmente nos gêneros country e romântico. Ele foi incluído em 1972 no "Hall da Fama dos Compositores de Nashville" (Nashville Songwriters Hall of Fame), inclusive, a cidade de Nashville é considerada a capital da música country. Várias de suas composições, principalmente as românticas, foram gravadas por Elvis Presley, que segundo alguns, foi o melhor compositor de músicas românticas da carreira de Elvis.

## Composições
Gravadas por Elvis
- "Anything That's Part of You"
- "There's Always Me"
- "I Really Don't Want to Know" (parceria com Howard Barnes)
- "I'm Counting on You"
- "I'm Falling in Love Tonight"
- "I'm Yours"
- "I Met Her Today" (parceria com Hal Blair)
- "I Think I'm Gonna Like It Here" (parceria com Hal Blair)
- "Love me Tonight"
- "Marguerita"
- "No More" (parceria com Hal Blair)
- "Starting Today"
- "They Remind Me Too Much of You"
- "What Now, What Next, Where To" (parceria com Hal Blair)

Outras
- "Does My Ring Hurt Your Finger" (parceria com Doris Clement e John Crutchfield)
- "Born to Be with You"
- "Hummingbird"
- "I Don't Hurt Anymore" (parceria com Jack Rollins)
- "I Love You More and More Every Day"
- "Ninety Miles an Hour (Down a Dead End Street)" (parceria com Hal Blair)
- "Please Help Me, I'm Falling" (parceria com Hal Blair)
- "Ringo" (parceria com Hal Blair)
- "You're Free to Go" (parceria com Lou Herscher)